# 빈센트 라루소
빈센트 라루소(Vincent LaRusso, 1978년 5월 16일 ~ )는 미국의 배우, 텔레비전 배우이다.
리빙스턴에서 태어났다.

## 영화
- 슈퍼히어로 (2008년)
- 마이티 덕 3 (1996년)
- 스트리트 오브 다크니스 (1995년)
- 마이티 덕 2 (1994년)
- 마이티 덕 (1992년) - 애덤 뱅크스 역